# Madame Bovary
|  | Per a altres significats, vegeu «Madame Bovary (desambiguació)». |

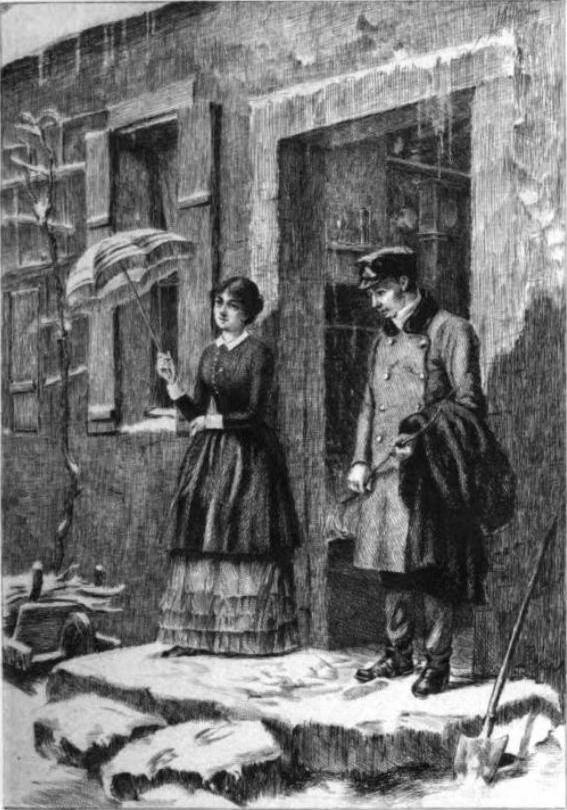
Il·lustració dAlfred de Richemont per a l'edició de Madame Bovary de 1905

Madame Bovary és una obra realista de Gustave Flaubert publicada el 1857, considerada una de les novel·les més importants de la història de la literatura. La protagonista és Emma Bovary, que ha esdevingut un arquetip literari, com a paradigma de la dona insatisfeta, infeliçment casada, avorrida en el paper domèstic que li ha estat reservat, que troba en l'adulteri la possibilitat d'una altra vida i d'unes altres emocions, lluny de l'ambient ensopit i provincià en què viu.
Escrita entre el 1851 i el 1856, es començà a publicar per fascicles a La Revue de Paris, l'1 d'octubre de 1856. L'últim capítol fou el 15 de desembre i al mes de gener de 1857 comença el judici contra Flaubert per l'escàndol a la moral pública que la novel·la causà, acusat sobretot que la veu narrativa no jutgés el personatge adúlter i es mantingués en una actitud que podia semblar neutral. Al febrer de 1857 acaba el judici sense cap condemna contra la novel·la. La novel·la aparegué en format de llibre l'abril de 1857.
Emma ha estat anomenada el "Quixot femení" perquè són les lectures les que la fan embogir i buscar una vida inexistent, molt millor que la que té en realitat amb el seu marit Charles. Ella voldria viure les aventures de les novel·les del romanticisme. Per això busca diversos amants i va gastant la fortuna del seu espòs, anhelant el luxe i la felicitat que embolcalla les seves heroïnes.
| «                                                  | Anava repetint per dins: «Tinc un amant, tinc un amant!» I aquesta idea la delectava com si entrés en una segona pubertat. A l’últim posseiria aquelles joies de l’amor, aquella febre de felicitat de la qual ja desesperançava. Entrava en un món meravellós on tot seria passió, èxtasi, deliri [...] Aleshores es recordà de les heroïnes dels llibres que havia llegit, i la legió d’aquelles dones adúlteres es posà a cantar dins de la seva memòria com les veus d’unes germanes que l'emplenaven d’encís. Ella mateixa esdevenia com una part veritable d’aquelles imaginacions, i realitzava el llarg somni de la seva jovenesa prenent-se per aquest tipus d’enamorada que havia desitjat tant. | » |
| — Gustave Flaubert, Madame Bovary, 2a part. Cap. 9 | |   |

Al segle xix el final d'aquestes heroïnes literàries que busquen fugir de l'ensopiment és tràgic, perquè acaben en la mort o el rebuig social. La seva figura critica la burgesia i el convencionalisme, a qui responsabilitza d'ofegar-la per ser dona fins que no li queden sortides. L'estil del narrador, en tercera persona omniscient, permet criticar aquesta classe social sense arribar a acceptar la fugida que representen les lectures de la protagonista. Es focalitza en Emma però alterna amb la visió del marit, l'apotecari i els diversos amants per contrastar-ne les intencions amb la visió ingènua d'ella.

## Els personatges
Emma, la protagonista principal, filla d'un granger i muller de Charles Bovary. Emma va ser educada al convent de les Ursulines. La seva educació va ser molt acurada: dansa, geografia, dibuix, costura, tocar el piano, etc. Una altra cosa que al llarg de la seva vida li condicionarà la seva personalitat seran les lectures de novel·les romàntiques, d'heroïnes, etc. Fruit d'una educació romàntica, plena de somnis no acomplerts i fantasies, en un ambient en el qual els protagonistes no es veuen com realment són, sinó com voldrien ser, Emma Bovary s'enfronta a la frustració de les seves esperances i il·lusions.
D'Emma es poden dir moltes coses, però destaca la sensualitat que aporta a la novel·la, pròpia d'una dona de la seva època: insinuant, presumida, coqueta, etc., que es pot percebre en diverses ocasions, per exemple a l'escena en què està passejant a cavall amb Rodolphe. El moviment del cavall, el fet que a ella se li veies el botí i una petita part de la cama, els frecs involuntaris de les cames en passar molt junts amb els cavalls, etc. O també en el moment en què mantenen una conversa quan són les festes de Yonville,
Rodolphe fa un intent d'apropar-s'hi posant la seva mà a la cuixa d'ella, i aquesta seguint la intenció d'en Rodolphe col·loca la seva mà a sobre la d'ell. La sensualitat que podem trobar en aquestes dues escenes apareixen en moltes altres al llarg de la novel·la. El viatge en carrossa que fan els dos amants, voltant per la ciutat cap a enlloc (enlloc!), és un dels moments més eròtics de la literatura universal, en què tot se suggereix, tot s'explica i tot es veu sense veure-ho.
Charles Bovary, marit d'Emma, al principi de la novel·la sembla que sigui ell el protagonista, ja que comença amb uns capítols dedicats a la seva infantesa, a la seva adolescència i a la seva “iniciació” com a casat. Actua de metge de poble, on es guanya una clientela i una certa estimació; per tant, no li falten diners. Ha tingut una educació de l'època, que es basa a no fer res fora de to, i a fer una vida rutinària sense gaires excepcions, això fa que no es deixi emportar per passions, somnis, etc. És una persona molt tranquil·la i que no sol anar a festes, per tant no es mou per aquests llocs com altra gent del seu entorn. Emma, l'esposa de Charles, amb el qual es van conèixer perquè el pare d'Emma es va trencar la cama, és tot al contrari d'ell, i això fa que Emma s'avorreixi, caigui en depressions, decepcions de la vida, ja que no pot suportar la vida rutinària. És molt interessant comparar Madame Bovary amb alguns dels personatges femenins dels contes de G. de Mauppassant (a qui Flaubert va considerar sempre un deixeble). Madame Bovary és una història que cada cop que es llegeix es pot interpretar en clau diferent, incloent-hi la humorística o irònica.

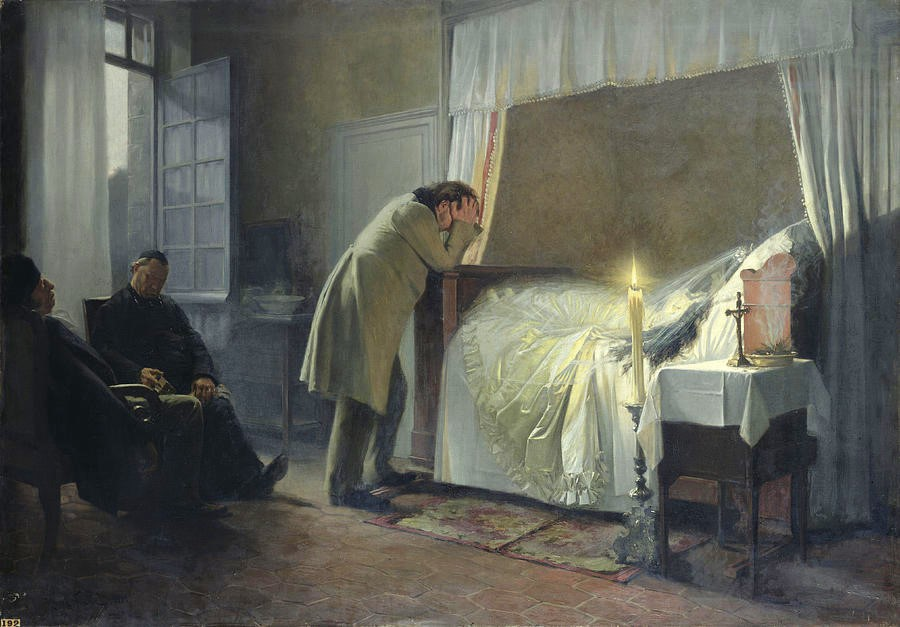
La mort de Madame Bovary, pintura d'Albert Fourié, 1883

Rodolphe Bounlanger és un home ric i ben plantat, va conèixer Emma (la dona de Charles Bovary) en assistir a la consulta del seu marit. Emma se n'enamora profundament. Quan tots dos tenen un pla de fuga per anar-se'n junts, ell no es presenta a la cita i deixa Emma en un estat crític, ja que tenia totes les esperances posades en aquesta relació. És un home que no creu en l'amor. Li agrada viure sense normes, d'una manera lliure, sense compromisos. No dona importància als pensaments que pugui tenir la societat respecte d'ell i la seva manera de viure. És un home atractiu que pot seduir una dona fàcilment i d'aquí que sempre busca nous amors i no creu en el compromís. Emma Bovary va arribar a sentir devoció per aquest galant, ja que en el transcurs de la novel·la es pot apreciar com ella va a casa del que havia estat el seu amant molts anys després de la relació amorosa per demanar-li un préstec econòmic i quan aquest li nega la petició, ella li fa tota una declaració d'amor en la qual es pot veure que hauria fet qualsevol cosa per complaure l'enamorat.

## Traduccions catalanes
- Madame Bovary, traducció de Ramon Xuriguera. Barcelona: Aymà, 1965 (reimp. 1986, 1994, 1999)
- Madame Bovary, traducció de Ramon Xuriguera i revisió de Joaquim Sala Sanahuja. Barcelona: Proa, 2001
- Madame Bovary, traducció de Lluís Maria Todó. Barcelona: Columna, 1992 (reimp. 1993, 1996)

## Recreacions cinematogràfiques
Diversos cops la novel·la de Flaubert ha estat portada al cinema. Al 1933 dirigida por Jean Renoir, l'any 1937 dirigida por Gerhard Lamprecht i al 1947 per Carlos Schlieper.
Inspirà la pel·lícula nord-americana de 1949 de Vincente Minnelli, interpretada per Jennifer Jones, James Mason, Van Heflin i Louis Jourdan. L'any 1991 Claude Chabrol filmà la seva versió, protagonitzada per Isabelle Huppert. El 2014, la directora britànica Sophie Barthes estrenà la seva Madame Bovary, interpretada per Mia Wasikowska.